# Десантные суда типа LCI(L)
Десантные суда типа ЛКИ(Л) (англ. LCI(L) — Landing Craft Infantry [Large] [десантное судно пехотное большое]) — пехотно-десантные суда американской постройки Второй мировой войны.

## История

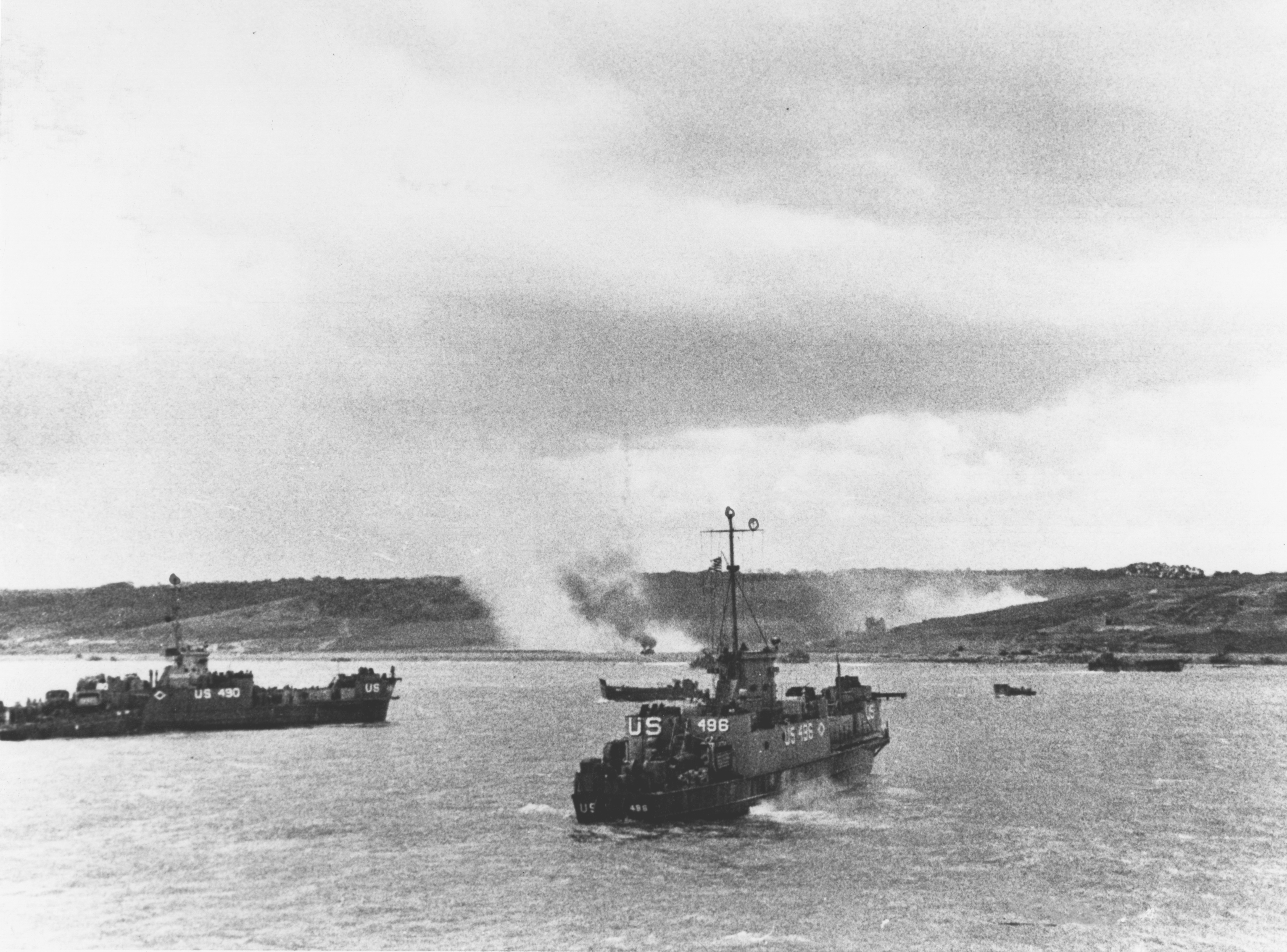
LCI(L) идут для высадки в Нормандии. 1944 год

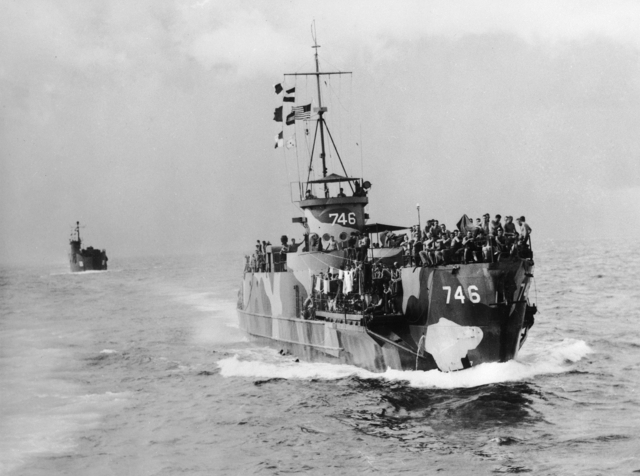
Десантные суда LCI(L) ВМС США. 1945

Конструкция была разработана в 1936 году. Его поектировали как десантное судно для диверсионных операций. Назначение определило высокие требования к скорости (не менее 14 узлов). Размеры не позволяли перевозить эти суда на транспортах, поэтому повышенное внимание уделили мореходности. Для соответствия скорости и мореходности выбрали обтекаемые обводы корпуса, по сравнению с почти плоскодонными на более ранних десантных катерах. Высадка десанта производилась по двум пешеходным сходням в носу.
Строили двумя сериями, основное внешнее различие между ними — форма и размер ходовой рубки — на LCI(L)- 1—350 она прямоугольная, а на следующих судах — овальная и заметно выше. Многие суда 2-й серии, вместо неоправдавших себя шатких сходен, оснащаемые носовыми воротами и опускаемой рампой - можно отнести к 3-й серии (LCI(L) 641—657, 691—716, 762—780, 782—821, 866—884, 1024—1098).

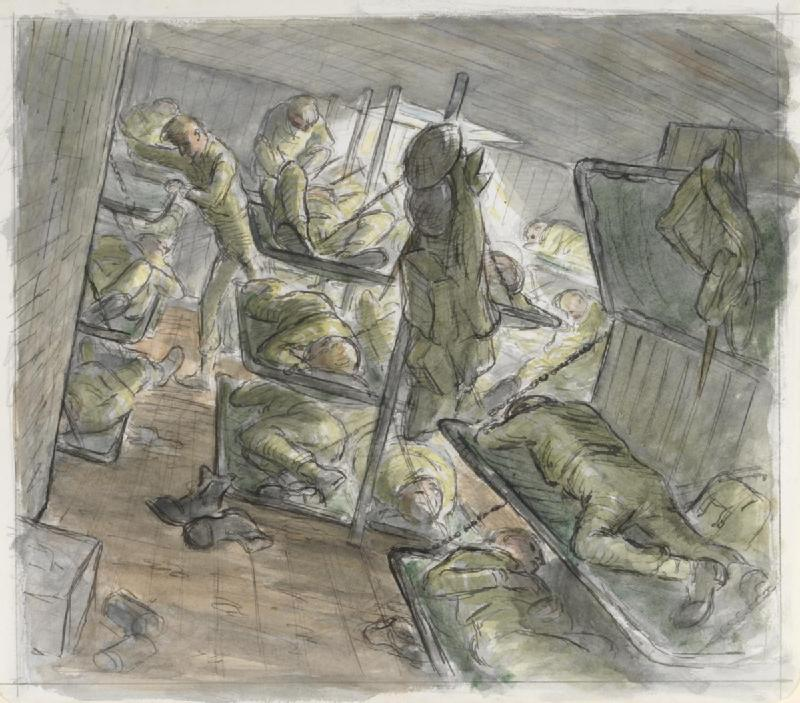
Десантники внутри LCI(L)

220 судов, в основном первой серии, передали по ленд-лизу Великобритании.
Большое количество десантных LCI достроили как флагманские суда штурмовых средств (49 LCI(FF)), корабли огневой поддержки (173 артиллерийских LCI(G), 54 ракетных LCI(R) и 130 огневой поддержки типа LCS(L) Мк.3), постановки дым завес (60 LCI(M)).
В войну во флоте США погибло 23 судна на базе LCI. В 1943 году — 2 LCI(L), в 1944 году — 12 LCI(L) и 2 LCI(G), в 1945 году — 2 LCI(L) и 5 LCI(G).

### Списки в США
1098 пехотно-десантных судов типа LCI(L) (включая поставленные по ленд-лизу)

#### LCI(L) 1-я серия
LCI(L)-1—350 (кроме номеров судов флагманских штурмовых средств LCI(FF), артиллерийских LCI(G), ракетных LCI(R)) и постановки дымовых завес).

#### LCI(L) 2-я серия
LCI(L)-351—1098 (кроме номеров судов флагманских штурмовых средств LCI(FF), артиллерийских LCI(G), ракетных LCI(R)) и постановки дымовых завес).
Спущены на воду в 1942—1944 годах, вступили в строй в 1942—1945 годах.

## Характеристики LCI(L)

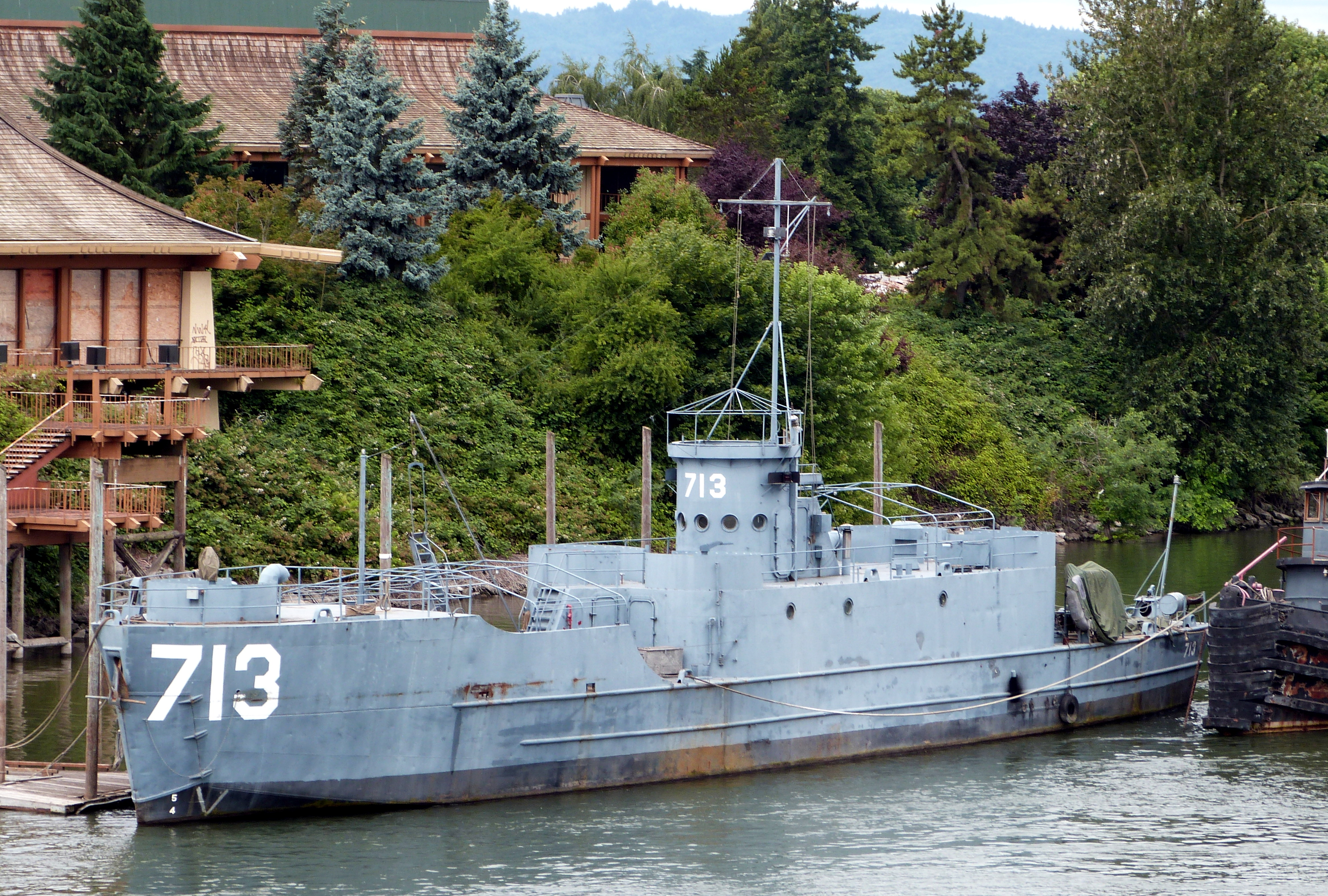
LCI(L) Портленд. 2012 год

Водоизмещение: 194 т (пустого)/387 с грузом (1-я серия) или 205 и (пустой)/385 с грузом (2-я серия);
Размеры: длина 48,5 (1-я серия) или 48,9 (2-я серия) м, ширина 7,2 м, осадка 0,8(нос)/1,5—1,6 (корма) м;
Энергетическая установка: 4 дизеля, 1800 л.с.;
Скорость: 15,5 узлов;
Дальность: 8700 миль на скорости 12 узлов (120 тонн дизельного топлива);
Экипаж: 24—29 человек;
Вооружение: 4 или 5 20-мм Эрликон (5 на судах 2-й и 3-й серий);
Десант: 75 т груза или 188 человек (1-я серия), или 209 человек (2-я серия).

## В Великобритании

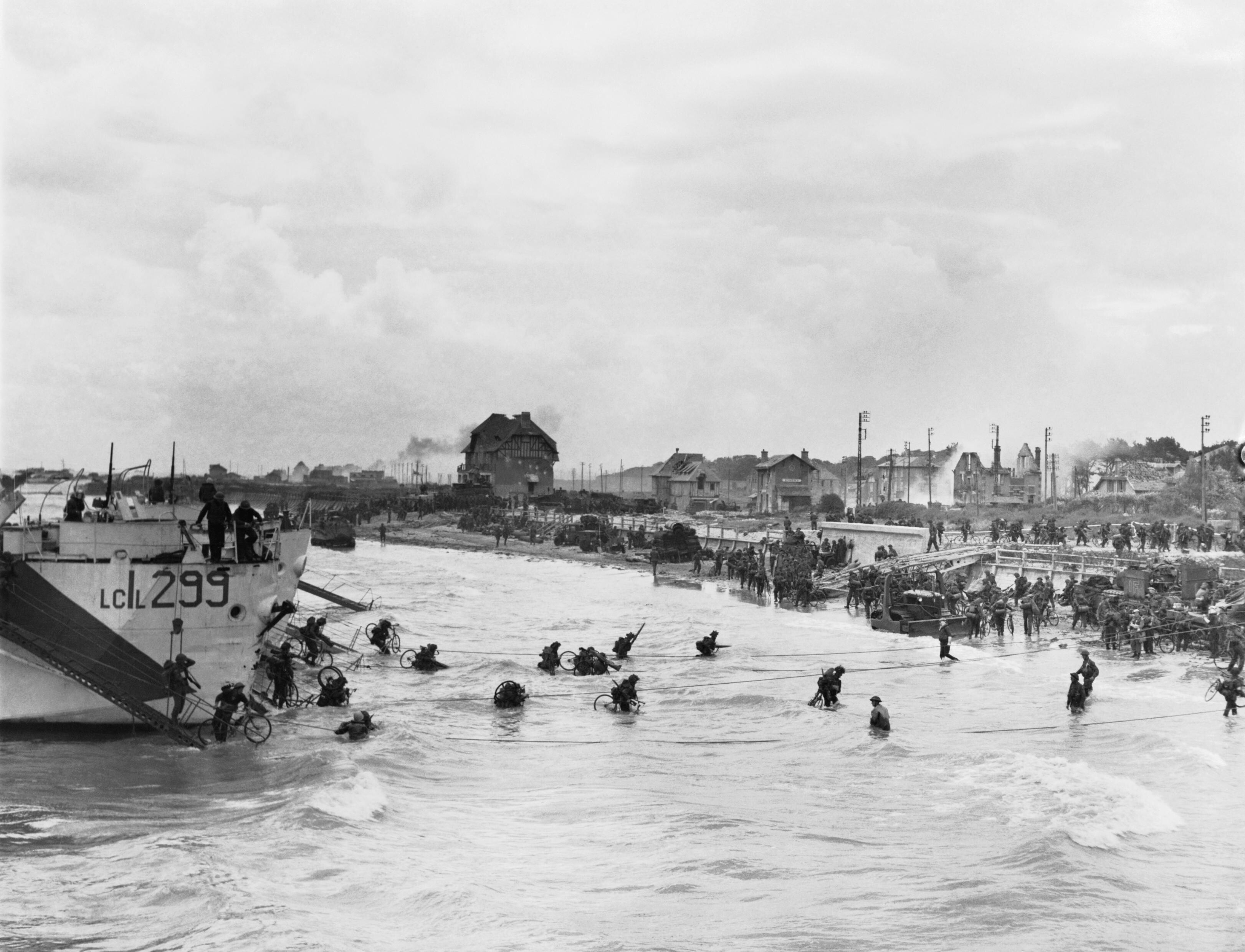
Десант с LCI(L). 6.06.1944

Передано по ленд-лизу 220 LCI(L). 234/384 тонны; длина 48,3; ширина 7,2;  осадка 0,8 нос/1,5 корма м; 4 дизеля, 1440 л.с.;  14 узлов; экипаж 24 человека; 4 20-мм  Эрликон; десант 188 человек. Спущены на воду в 1942—1943 годах. 30 передали Канаде. 20 переоборудовали в корабли управления, отличия незначительны, в основном дополнительными средствами связи, обозначали LCH. Погибли 10: в 1943 году LCI(L)-7, 107, 162 и 309; в 1944 году — LCI(L)-99, 102, 105, 132, 273 и LCH-185.

## В СССР
30 LCI(L) второй серии в июле 1945 года переданы СССР на Тихом океане по ленд-лизу и вошли в ТОФ. В ВМФ СССР назывались десантные суда (ДС). 14 участвовали в Сэйсинской и 16 в Курильской десантных операциях в августе 1945 года, где 4 или 5 полностью вышли из строя (4 сели на грунт и 1 затонуло).

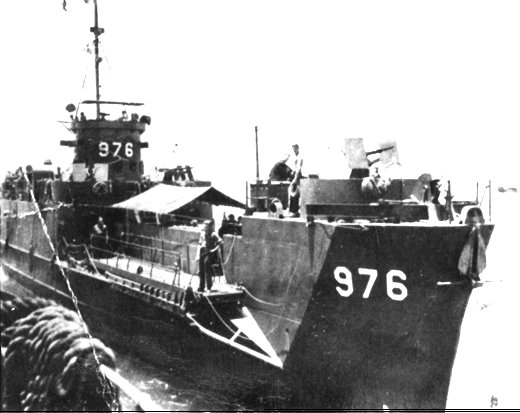
LCI(L) второй серии в море

Днем 13 августа командование Тихоокеанским флотом решило усилить десант в Сейсине (ныне Чхонджин) и отправили в него три десантных отряда — 6 сторожевых кораблей, 2 тральщика, 4 больших охотника и десять десантных судов с свыше пятью тысячами десантников, большинство из четырех батальонов 13-й бригады морской пехоты. 15 августа в 2 часа 25 минут в Сейсине началась высадка второго десанта. Сопротивления японцев почти не было. К 5 часам 10 минутам пять тысяч десантников высадку закончили.
В ночь на 15 августа главнокомандующий советскими войсками на Дальнем Востоке маршал Василевский приказал командующему Тихоокеанским флотом адмиралу Юмашеву захватить остров Шумшу. Для десанта на Шумшу выделены 2 стрелковых полка 101-й стрелковой дивизии Камчатского укрепленного района, дивизион гаубичного артиллерийского полка, артиллерийский полк, истребительно-противотанковый дивизион, батальон морской пехоты Петропавловской военно-морской базы (ВМБ).
Высаживать десант с 17 транспортов должны были 16 пехотно-десантных судов LCI(L), две самоходные баржи Камчатстроя и четыре рыболовных судна типа «Кавасаки». 18 августа с LCI(L) началась высадка десанта на остров.

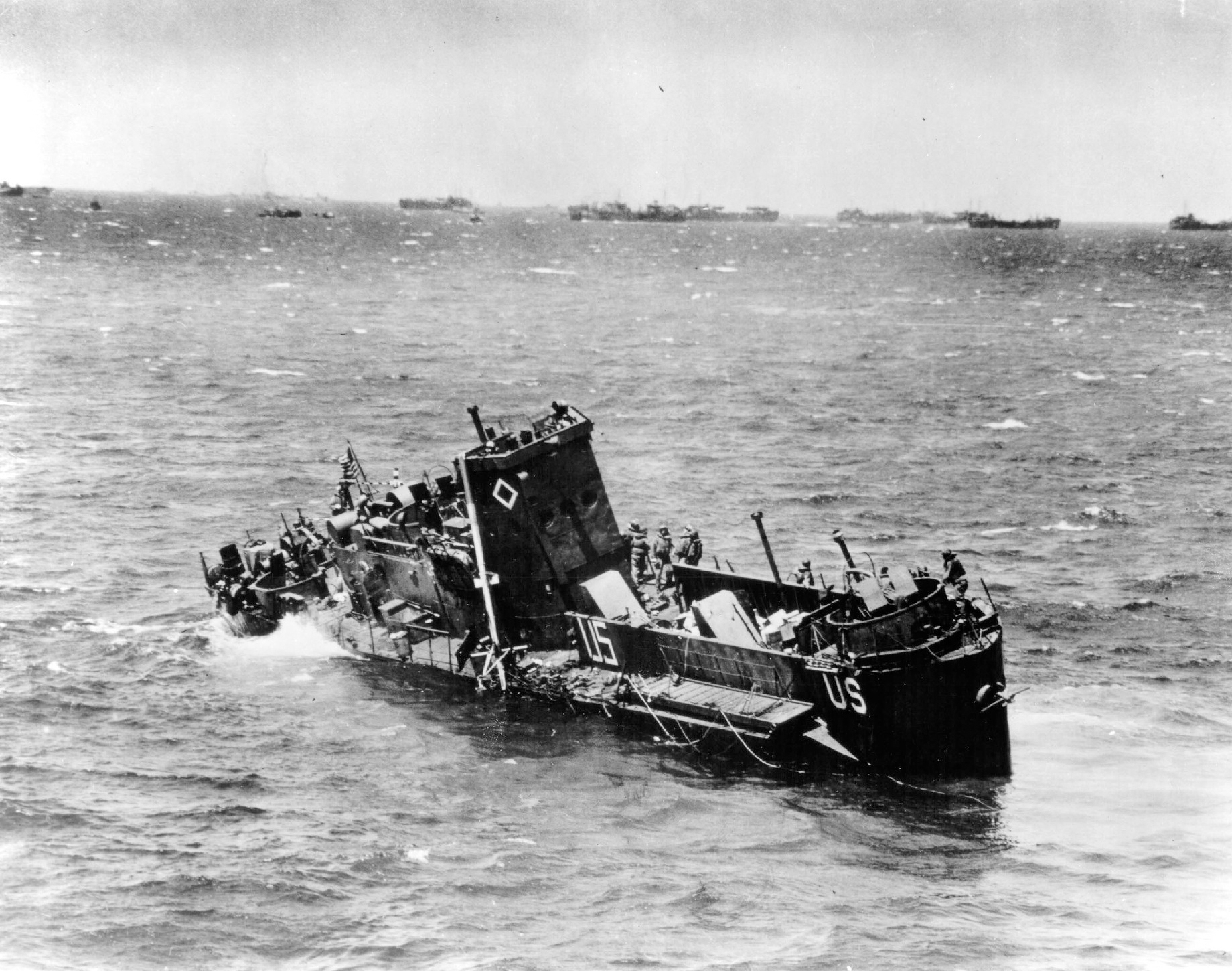
Тонущее LCI(L) второй серии

Японцы оказали сильное сопротивление. Большие потери понесли и десантные суда — их экипажи потеряли 131 убитыми и пропавшими без вести и 199 ранеными — десантное судно № 7 из 29 человек экипажа потеряло 24, уцелели только пять. 4 LCI(L) потеряно и 8 повреждено.
22 августа завершились переговоры о капитуляции японских войск на Шумшу.
Поскольку еще 23 августа командующий северной группой японских войск на Курильских островах, генерал-лейтенант Цуцуми-Фусаки отдал по радио приказ: «23 августа 1945 года всем войскам северной части Курильских островов, включительно остров Уруп, по прибытии советских войск с представителями моего штаба немедленно складывать оружие и выполнять распоряжения советского командования», — то 24 августа командующий Тихоокеанским флотом решил частями Петропавловской ВМБ во взаимодействии с войсками Камчатского оборонительного района оккупировать острова северной части Курильской гряды (до острова Шимушир). Для этого им были введены войска: 4 стрелковых полка, авиаполк, артиллерийский полк (без одного дивизиона). Корабли: 2 сторожевые корабля, 4 тральщика, десантные суда ДС-3, ДС-6 и ДС-49, 7 транспортов и гидрографическое судно.
24 августа — 1 сентября с участием десантных судов LCI(L) высажены десанты на острова Парамушир, Шикотан, Онекотан, Матуа, Харимкотан, Уруп и Кунашир.